# کوینزتاون (مریلند)
کوینزتاون (به انگلیسی: Queenstown) شهری در ایالت مریلند کشور ایالات متحده آمریکا است که جمعیت آن در سرشماری سال ۲۰۱۰ میلادی، ۶۶۴ نفر بوده‌است.